# Federico Gutiérrez
Federico Andrés Gutiérrez Zuluaga (Medellín, 28 de noviembre de 1974), también conocido por su apodo Fico, es un ingeniero civil, consultor de seguridad y político colombiano, líder del partido político Creemos Colombia. Es el actual alcalde de Medellín, tras vencer en las elecciones locales de 2023. 
Fue alcalde de Medellín entre 2016 y 2020, siendo concejal de 2004 a 2012. 
Participó en las elecciones presidenciales de 2022 en representación por el movimiento cívico Creemos Colombia, en la coalición política denominada Equipo por Colombia donde obtuvo el tercer lugar.

## Biografía

### Familia
Federico Andrés Gutiérrez Zuluaga nació el 28 de noviembre de 1974, en la ciudad colombiana de Medellín. Hijo del ingeniero Hernán Gutiérrez Isaza y de la arquitecta Amparo Zuluaga Gómez (fallecida el 24 de marzo de 2015). Tiene dos hermanas, y crecieron en el tradicional barrio Belén Alameda.
En 2006 se casó con la ingeniera Margarita Gómez Marín. La pareja tiene dos hijos, Emilio Gutiérrez y Pedro Gutiérrez. Sin embargo Margarita y Federico intentaron tener un tercer hijo (Juanita Gutiérrez), Margarita Gómez Marín sufrió un aborto a los dos meses de gestación.

### Estudios
Se graduó de bachiller del Aspaen Los Alcázares de Sabaneta. Tras realizar estudios en la Universidad de Medellín, obtuvo el título de Ingeniero civil. Posteriormente realizó una especialización en Alta Gerencia, en la misma casa de estudios.
Cursó la especialización en Ciencias Políticas en la Universidad Pontificia Bolivariana.

### Trayectoria
Durante su época universitaria perteneció al Consejo Municipal de Juventud (comenzando en el año 1999) y se desempeñó como Consejero Territorial de Planeación (comenzando en el año 2000). En ese segundo cargo hizo parte del análisis y la socialización del Plan de Desarrollo de la Ciudad de Medellín para los años 2001 a 2003.  
En la empresa privada se desempeñó como consultor de la empresa HGI consultoría y como ingeniero residente en Vifasa. Además entre 2011 y 2015, fue consultor en Seguridad Urbana Integral del Ministerio de Seguridad y Justicia de la ciudad de Buenos Aires, Argentina y del municipio de Celaya, en México. Durante esos años se debatió el tiempo entre esos dos países latinoamericanos y su ciudad natal.

## Trayectoria política
A los 28 años fue elegido en el año 2003 concejal por el Nuevo Partido, para el período 2004-2007, donde tuvo la oportunidad de ocupar el cargo de vicepresidente primero, apoyando al candidato y alcalde Sergio Fajardo; en 2007 consiguió reelegirse como concejal de la ciudad para el período 2008-2011 por el Partido de la U consiguiendo 14 mil votos (la mayor votación). Fue presidente del concejo de Medellín en 2008 y en 2009 fue elegido como Joven sobresaliente del año en Colombia en la categoría asuntos políticos, legales y gubernamentales, reconocimiento otorgado por la Cámara Junior de Colombia.

### Candidaturas a la alcaldía de Medellín
En 2011 fue candidato a la alcaldía de Medellín por el Partido de la U tras quedarse con el aval que competía con el exconcejal de Medellín Gabriel Jaime Rico. Salió derrotado con 120 mil votos frente a Aníbal Gaviria y Luis Pérez Gutiérrez con 240 mil y 220 mil respectivamente.
Siempre mantuvo su aspiración a la alcaldía de Medellín vigente y a finales de 2014 se concretó en alianza con Federico Restrepo Posada, exgerente de Epm y candidato del gobernador Sergio Fajardo. Dicha alianza se enredó en febrero de 2015 cuando el exalcalde Alonso Salazar anunció su aspiración a la alcaldía de Medellín, hecho que ocasionó la desadhesión del Fajardismo de la campaña de Gutiérrez para adherir a la campaña del exalcalde Salazar. Un mes antes de las elecciones, el exsenador y hasta ese momento candidato a la alcaldía, Eugenio Prieto Soto retiró su campaña para adherir a la de Gutiérrez. Dicho apoyo se sumó al del senador del Partido de la U Germán Hoyos y sus candidatos a la asamblea y al concejo de la ciudad.
El 25 de octubre de 2015, Gutiérrez fue elegido Alcalde de Medellín con 246.221 votos (35%).

## Alcalde de Medellín (2016-2020)

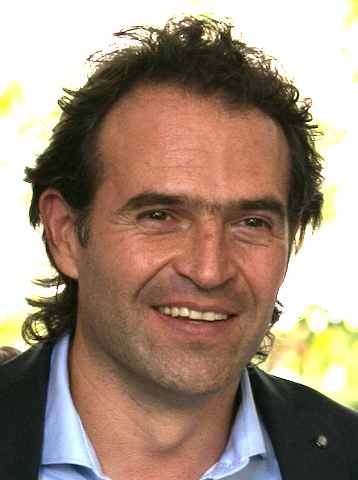
Gutiérrez en 2016.

Fue el primer Alcalde de Medellín avalado por firmas ciudadanas y no por un partido político tradicional. Se posesionó como alcalde el 1 de enero de 2016. Durante su discurso de posesión manifestó que Medellín debía pasar "de la esperanza a la confianza". Medellín debe dejar atrás la herencia maldita del narcotráfico" añadiendo que "la seguridad no es de izquierda ni de derecha, es un derecho que debemos garantizar”. Su primer acto de gobierno fue encabezar un consejo de seguridad. 
Una de sus primeras acciones fue radicar un proyecto para eliminar las vicealcaldías de Medellín. También se mostró inconforme por la adjudicación del segundo tramo de Parques del Río por 160 mil millones de pesos, hecha por su antecesor durante los últimos cuatro días de su mandato, diciendo que aunque Parques del Río no era "un mal proyecto" tampoco era "la gran prioridad". El Alcalde manifestó dudas sobre si la totalidad del proyecto de Parques del Río debería ejecutarse, y cuestionó la vinculación de EPM en el proyecto. Miembros de la bancada de Creemos, grupo político por el cual fue elegido el alcalde, sugirieron en cesión del consejo que solo se ejecutaran los tramos 1A y 1B del proyecto.
En febrero de 2016 se recibió información anónima sobre un supuesto complot para atentar contra la vida del Alcalde. Grupos al margen de la ley vinculados con negocios ilegales en el centro de la ciudad estarían conspirando para asesinar al Alcalde. Dicha información fue denunciada de manera anónima ante la procuraduría la cual se demoró 10 días en comunicarle la noticia a la Fiscalía. El alcalde sólo se enteró de este complot 17 días después de la denuncia inicial. Según el Alcalde el denunciante aportó datos precisos y específicos sobre la manera en que se intentaría atentar contra su vida, incluyendo información detallada sobre su esquema de seguridad.
En abril presentó su Plan de Desarrollo “Medellín cuenta con Vos 2016-2019” el cual tendría un costo de 13 billones de pesos distribuido de la siguiente manera: 4,2 billones para educación y empleo, 813.000 millones para programas de seguridad, 725.000 millones en cultura ciudadana, 1 billón 527.000 en movilidad, 2 billones 246.000 en equidad social, 1 billón en medio ambiente, 982.000 millones en territorios y un 1 billón adicional para el acuerdo de pago del metro. Entre las propuestas del plan se encuentra peatonalizar la avenida la Playa. En octubre de 2016 suspendió las "foto multas" por SOAT y Revisión Técnico mecánica por un periodo de 3 meses debido a las quejas de la ciudadanía pues algunos usuarios recibieron varios comparendos por los mismos hechos.  Aseguró que una vez terminara la suspensión no se seguirían generando comparendos diarios por Soat y técnico mecánica sino que dichas sanciones se generarían cada 9 días.
Según la Gran Encuesta Metropolitana realizada por el periódico El Colombiano, Federico Gutiérrez obtuvo una aprobación mayor del 79% como Alcalde de Medellín. Esto significa que más del 79% de los encuestados expresaron su aprobación hacia la gestión del alcalde junto a los alcaldes Iván Alonso Montoya Urrego de Sabaneta y León Mario Bedoya López de Itagüi.

## Segundo mandato como Alcalde de Medellín (2024-2027)
El 4 de julio, Federico Gutiérrez oficializó su candidatura a la alcaldía de Medellín para las elecciones del 2023, anunciando que sería candidato mediante su partido Creemos. Desde el momento en que hizo público su compromiso, se estableció como el claro favorito, según las encuestas previas a las elecciones, superando el 40% en la expectativa de voto en la mayoría de los sondeos.
El 29 de octubre de 2023, tras la jornada de elecciones regionales en el país, Federico Gutiérrez fue elegido como alcalde de Medellín por segunda vez en su carrera política, para el período comprendido entre 2024 y 2027. Esta victoria histórica se materializó al obtener 697,910 votos, representando el 73.63% del total de votantes. Su contrincante más cercano, Juan Carlos Upegui, logró 95,863 votos, equivalente al 10.11% del total. Este triunfo marcó un hito al convertirse en la victoria más contundente en términos de porcentaje de votos para un candidato a la alcaldía de Medellín en la historia electoral.
| Funcionario                       | Cargo                                                                               | Ref.   |
| --------------------------------- | ----------------------------------------------------------------------------------- | ------ |
| Nicolás Ríos Correa               | Secretaría de Gobierno                                                              | [ 21 ] |
| Sebastián Gómez Sánchez           | Secretaría General                                                                  | [ 22 ] |
| Simón Molina Gomez                | Secretario Privado de la Alcaldía                                                   | [ 23 ] |
| Orlando Uribe Villa               | Secretaría de Hacienda                                                              | [ 24 ] |
| Manuel Villa Mejía                | Secretaría de Seguridad y Convivencia                                               | [ 25 ] |
| Luis Guillermo Patiño Aristizábal | Secretaría de Educación                                                             | [ 26 ] |
| Natalia López Delgado             | Secretaría de Salud                                                                 | [ 27 ] |
| Adriana Garnica Villalobos        | Secretaría de Comunicaciones                                                        | [ 28 ] |
| Ana Ligia Mora Martínez           | Secretaría de Medio Ambiente                                                        | [ 29 ] |
| Mateo González Benítez            | Secretaría de Movilidad                                                             | [ 30 ] |
| María Fernanda Galeano Rojo       | Secretaría de Desarrollo Económico                                                  | [ 31 ] |
| Jaime Andrés Naranjo Medina       | Secretaría de Infraestructura                                                       | [ 32 ] |
| Manuel Córdoba Jiménez            | Secretaría de Cultura                                                               | [ 33 ] |
| Juan Manuel Velásquez Correa      | Secretaría de Gestión y Control Territorial                                         | [ 34 ] |
| Sandra Milena Sánchez Alvarez     | Secretaría de Inclusión Social, Familia y Derechos Humanos                          | [ 35 ] |
| Valeria Molina Gómez              | Secretaría de las Mujeres                                                           | [ 36 ] |
| Esteban Ramírez Vélez             | Secretaría de Suministros y Servicios                                               | [ 37 ] |
| Natalia Ramírez Ángel             | Secretaría de Gestión Humana y Servicio a la Ciudadanía                             | [ 38 ] |
| Diego Mauricio Jiménez Suárez     | Secretaría de Innovación Digital                                                    | [ 39 ] |
| Camilo Cano Montoya               | Secretaría de Participación Ciudadana                                               | [ 40 ] |
| Ricardo Jaramillo Vélez           | Secretaría de la Juventud                                                           | [ 41 ] |
| Carlos Alberto Arcila Valencia    | Secretaría de la No Violencia                                                       | [ 42 ] |
| Eduardo Silva Meluk               | Director de INDER                                                                   | [ 43 ] |
| Paula Palacio Salazar             | Directora del Área Metropolitana del Valle de Aburrá                                | [ 44 ] |
| Diana Maria Carmona Henao         | Directora de Buen Comienzo                                                          | [ 45 ] |
| Ana Cathalina Ochoa Yepes         | Directora del Departamento Administrativo de Planeación - DAP                       | [ 46 ] |
| Cristina Zambrano Restrepo        | Directora de la Agencia de Cooperación e Inversión de Medellín - ACI                | [ 47 ] |
| Carolina Londoño Peláez           | Directora de Ruta N                                                                 | [ 48 ] |
| Salomón Cruz Zirene               | Director de Sapiencia                                                               | [ 49 ] |
| Valentina Aguilar Ramírez         | Directora de ISVIMED                                                                | [ 50 ] |
| Carlos Andrés Quintero Monsalve   | Director del Departamento Administrativo de Gestión del Riesgo de Desastres - DAGRD | [ 51 ] |
| John Alberto Maya Salazar         | Gerente de EPM                                                                      | [ 52 ] |
| Vanessa Palacio                   | Gerente de Telemedellín                                                             | [ 53 ] |
| Luz Ángela González Gómez         | Gerente de EDU – Empresa de Desarrollo Urbano                                       | [ 54 ] |
| Verónica Suárez Restrepo          | Gerente de Proyectos Estratégicos                                                   | [ 55 ] |
| Milton Vasco Restrepo             | Gerente de Metroparques                                                             | [ 56 ] |
| Ricardo León Galindo Suárez       | Gerente de Plaza Mayor                                                              | [ 57 ] |

## Candidatura presidencial de 2022

### Inscripción de candidatura
En agosto de 2021, Federico Gutiérrez culminó el acto formal para formalizar su candidatura a la presidencia de la República de Colombia de forma independiente, mediante la recolección de firmas. Aunque varios políticos de derecha y partidos han declarado que apoyan a Gutiérrez, él ha dejado claro que tiene una preferencia por el centrismo, y no le importa si es etiquetado como de derecha o de izquierda por aquellos que están polarizados en el espectro político.

### Campaña presidencial
Durante noviembre de 2021, Gutiérrez se unió a otros exservidores públicos en la coalición política de centro-derecha Equipo por Colombia, junto con Enrique Peñalosa, Juan Carlos Echeverry, Dilian Francisca Toro, David Barguil, Aydeé Lizarazo y Alejandro Char. Gutiérrez ocupó el segundo lugar en encuestas de finales de octubre de 2021, debido a su inesperado éxito político fue invitado al debate de Prisa Media donde representaba a uno de los tres diferentes sectores políticos de Colombia, debatió con Gustavo Petro y Sergio Fajardo, dos de los políticos más famosos y favoritos para las últimas elecciones, durante ese debate Gutiérrez se mostró como una clara oposición de Gustavo Petro (número uno en las encuestas electorales), Gutiérrez se ganó el favoritismo de quienes no ven a Petro como la mejor opción para Colombia y mantuvo dicho favoritismo en las encuestas como lo confirmó la consultora Guarumo durante una nueva encuesta realizada en febrero de 2022.
Durante las elecciones parlamentarias del 13 de marzo de 2022, también se estaban realizando diferentes consultas para elegir un candidato presidencial. Federico Gutiérrez ganó el primer lugar para Equipo por Colombia con 2 161 686 votos, sumando con el resultado el apoyo del Movimiento País de Oportunidades (Alejandro Char), del Partido Conservador (David Barguil), del Partido MIRA (Aydeé Lizarazo) y del Partido de la U (Enrique Peñalosa), tornándose en uno de los candidatos con más posibilidades de convertirse en Presidente de Colombia para el período 2022-2026.
Entre sus propuestas se destacan un conjunto que definió como “Visión de país”, enfocada en cuatro pilares: La lucha contra la corrupción, crecimiento económico, fortalecimiento de la seguridad y la reducción de las desigualdades. Promete garantizar la seguridad en las zonas urbanas y rurales con una particularidad: las intervenciones en esa materia estarían acompañadas por oferta institucional. “Los helicópteros del Ejército y la Policía llegarán a los territorios y detrás de esas tropas también llegarán los programas sociales del Estado”.
Frente a sus dos pilares principales el candidato planteó que el foco del orden será para que los recursos del Estado no se pierdan ni se los roben, garantizar que los ciudadanos se sientan seguros y quienes delinquen paguen sus crímenes y no queden impunes. Además, señaló que el aspecto de oportunidades se centra en que todas las personas tengan herramientas para cumplir sus sueños y oportunidades de tener una mejor educación, mejores empleos y mejor calidad de vida. A su vez, recordó que es necesario luchar por las libertades individuales y por la protección de la democracia colombiana. Tras obtener 5 millones de votos, junto con Rodrigo Lara anunciaron que votarían por Rodolfo Hernández y Marelen Castillo para presidencia y vicepresidencia respectivamente.

## Historial electoral
A continuación, se muestra el historial electoral de Gutiérrez, registro que detalla las contiendas en las que ha sido candidato, los resultados obtenidos, los cargos a los que ha aspirado y el respaldo recibido en cada proceso electoral:
|  | 00.67 % |

|  | 02.31 % |

|  | 20.18 % |

|  | 30.23 % |

|  | 23.94 % |

|  | 73.63 % |

## Reconocimientos y logros
En 2008 fue galardonado con el premio Joven ejecutivo junior en Antioquia en la categoría de asuntos políticos, legales y gubernamentales, reconocimiento concedido por la Cámara Junior de Colombia. En 2009 obtuvo el premio Joven sobresaliente del año en Colombia en la misma categoría.
Como Alcalde figuró en los primeros puestos del Ranking Nacional de Alcaldes, junto a Alejandro Char, Juan Pablo Gallo, Rodolfo Hernández Suárez y Marcos Daniel Pineda.
Recibió el reconocimiento al Alcalde más pilo 2019, un galardón que es entregado anualmente por la Corporación Juego y Niñez y la Presidencia de la República, y que ese año exaltó su labor de liderar 340 actividades como celebración del Mes de la Niñez y la Recreación en Medellín.
Dentro de su programa de gobierno como alcalde se puso como meta entregar 9.000 becas para jóvenes, hecho que cumplió y superó entregando la cifra histórica de 23.000 becas durante su administración.
Durante su alcaldía Medellín ingresó a la Red Mundial de Ciudades del Aprendizaje de la Unesco, membresía otorgada por primera vez a una ciudad colombiana, gracias a los programas que desarrolló como "Buen Comienzo", "En el Colegio Con Vos", "Escuela Entorno Protector" y el "Centro de Innovación del Maestro".

## Controversias

### Arresto de su secretario de seguridad

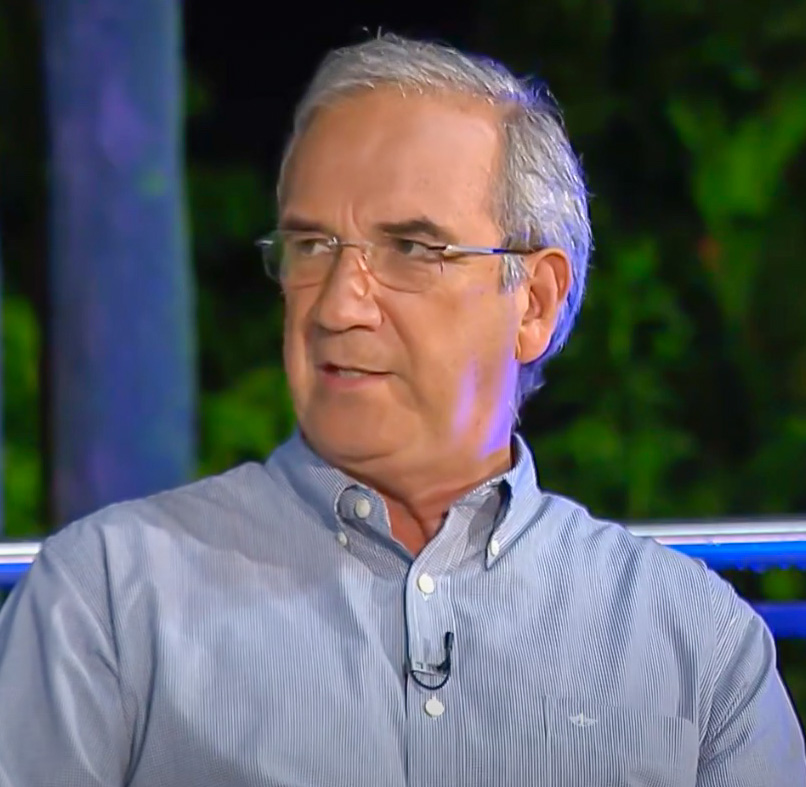
Gustavo Villegas exsecretario de seguridad de Medellín arrestado en 2017.

Gutiérrez ha sido cuestionado por la forma como manejó el tema de seguridad ciudadana durante su mandato como alcalde, debido a que su primer secretario de seguridad, Gustavo Villegas Restrepo, tuvo probados vínculos con bandas criminales de la ciudad. Villegas, quien previamente se desempeñó como funcionario en la administración de Sergio Fajardo, fue nombrado por Gutiérrez en noviembre de 2015, a pocos días de posesionarse. Dicho nombramiento causó sorpresa, puesto que, como lo advirtieron medios como la Revista Semana, ya se conocían sospechas sobre sus vínculos con las bandas criminales.
Un evento que ayudó a develar el caso ocurrió el 13 de enero de 2017, pocos días después de que Gutiérrez cumpliera un año de mandato y en un momento en que los resultados en materia de seguridad no le eran favorables. Ese día se difundió ampliamente un video de 32 segundos que mostraba un robo con violencia o intimidación cometido por tres delincuentes en motocicleta contra ciudadanos que transitaban en un vehículo por una avenida de la ciudad. Este video se viralizó en redes sociales como WhatsApp y Twitter, generando gran atención pública.
En respuesta, Gutiérrez y su secretario de seguridad, Villegas, organizaron una persecución con la policía para capturar a los tres delincuentes. La persecución fue transmitida y documentada en tiempo real mediante publicaciones en redes sociales. Al día siguiente, los tres delincuentes fueron reportados como capturados en supuestos operativos realizados durante las horas de la madrugada.
Sin embargo, según los reportes judiciales revelados en un informe del portal La Silla Vacía, se estableció que los asaltantes fueron entregados de manera irregular al secretario Villegas, quien mantenía comunicación secreta con cabecillas de bandas criminales de la ciudad, como alias «El Viejo», Mara Toro y Edwin Tapias, líderes de las organizaciones criminales conocidas como La Terraza y la Oficina de Envigado. Estas bandas habrían colaborado en la entrega de los delincuentes a cambio de que la policía evitara realizar una redada en la Comuna 3 Manrique de la ciudad. Además, el informe judicial contiene evidencia que indica que Villegas habría favorecido a estas bandas delincuenciales a cambio de recibir beneficios para mostrar resultados en su gestión en distintas oportunidades.
El 4 de julio de 2017, Villegas fue arrestado por la Fiscalía General por concierto para delinquir agravado, delito que fue aceptado por el acusado. Posteriormente, se declaró culpable de los delitos de abuso de función pública y abuso de autoridad tras llegar a un preacuerdo con la Fiscalía.
Gutiérrez negó las acusaciones y sostuvo que las versiones presentadas por los criminales son infundadas, además de afirmar que los delincuentes fueron capturados legítimamente por la policía. Asimismo, señaló que Mara Toro se presentaba como líder de paz de una fundación llamada Corporación Guadalupe Social, pero que dicha organización habría servido como fachada para actividades delictivas, dado que ella sería la líder de la banda La Terraza.
En declaraciones al portal La Silla Vacía, Gutiérrez afirmó que Villegas «solo fue condenado a 33 meses de prisión por no denunciar una extorsión de 150 mil pesos». No obstante, el mismo portal indicó que en el expediente constan al menos 13 episodios documentados de sus relaciones con la Oficina de Envigado, y que Villegas se declaró culpable con el fin de obtener un acuerdo con la Fiscalía, acuerdo que la Fiscalía de Bogotá intentó revocar por considerar que la pena impuesta fue demasiado leve.
Durante el resto de su mandato, su secretario de seguridad fue el politólogo y magíster en humanidades Andrés Tobón Villada.

### Uso inapropiado de redes sociales
En noviembre de 2018, el periódico De la Urbe, de la Facultad de Comunicaciones de la Universidad de Antioquia, develó que Gutiérrez usó dineros públicos para apoyar una campaña de desprestigio en redes sociales utilizando cuentas falsas contra políticos, periodistas y otros líderes de la ciudad. Esa investigación recibió el nombre de "La bodega de Fico". Por esta investigación, De la Urbe recibió un Premio Nacional de Periodismo Simón Bolívar.

### Cuestionamientos a cifras de criminalidad
Algunos medios han cuestionado los resultados en materia de seguridad durante su alcaldía, si bien la administración ha defendido su gestión con las cifras de 160 cabecillas de estructuras criminales capturados, 417 coordinadores de delito o zona y 3.521 delincuentes relacionados con el crimen organizado. También ha insistido en que se deben comparar las cifras entre cuatrienios y no año a año, concepto que ha sido cuestionado por Luis Fernando Agudelo, director del observatorio Medellín Cómo Vamos y por La Silla Vacía. Bajo este concepto Gutiérrez presentó su propio informe replicado por el diario El Colombiano aduciendo que en su cuatrienio «Medellín presentó la tasa de homicidios más baja en promedio comparada con otros periodos anteriores» y reportó que durante su cuatrienio bajó la tasa de homicidios en 11,1 puntos, y dijo que por lo tanto «era la tasa de homicidios más baja en la ciudad desde los años 70». Igualmente presentó un informe oficial del mes de noviembre de 2019 comparado a otros meses de noviembre de otros años siendo el mes de noviembre de 2019 el más bajo. Según el portal La Silla Vacía el reporte anual de robos a personas al finalizar su gestión en 2019 fue tres veces mayor al reporte de 2016 cuando inició su gestión. En materia de homicidios, el diario El Tiempo informó que «los homicidios con excepción de 2019, cada año de su administración tuvo un aumento». En respuesta a este informe Gutiérrez atribuyó el aumento progresivo de asesinatos «a una respuesta de las estructuras criminales por el alto número de capturas de cabecillas e integrantes que se dio en esta administración» que según dijo fueron 161.